# Mikołaj Gutowski
Mikołaj Gutowski (ur. 27 maja 1891 w Jekaterynosławiu - zm. 4 kwietnia 1955 w Warszawie) – polski inżynier technolog, specjalista w zakresie budowy parowozów.
Ukończył gimnazjum klasyczne w Jekaterynosławiu (1908) i Instytut Technologiczny w Petersburgu (1915). Do Polski powrócił w 1919 roku. Początkowo kierował biurem technicznym a potem był inżynierem naczelnym państwowej Fabryki "Korab" (1919-1923). Następnie dyrektor fabryki maszyn W. Paschalski (1923-1924). W latach 1924-1935 zastępca dyrektora ruchu a potem dyrektor ruchu S.A. "Budowa Parowozów". Po przejęciu jej przez Zakłady Ostrów dyrektor wytwórni parowozów tej firmy (1935-1939). Członek Związku Strzeleckiego.
Autor szeregu artykułów w prasie technicznej i codziennej, oraz pracy: Kalkulacja Wstępna w warsztacie mechanicznym, Warszawa 1935.
Pochowany na Powązkach w Warszawie w grobowcu rodzinnym.

## Życie prywatne
Syn Antoniego (1857-1927) i Antoniny z Szemiothów. Ożenił się z w 1924 z Marią z domu Muchin. Mieli córkę Antoninę (1906-1941) - żonę Bolesława Miłaczewskiego (1902-1940)